# Exile's Gate
Exile's Gate (Poarta Exilului) este un roman științifico-fantastic (de fantezie științifică) din 1988 al scriitoarei americane C. J. Cherryh . Este a patra și ultima dintre cele patru cărți care formează Ciclul Morgaine, care prezintă o eroină - Morgaine - care călătorește în spațiu și timp, și tovarășul ei loial Nhi Vanye i Chya.
Această serie a fost identificată ca având loc în universul Alianță-Uniune, deoarece se afirmă că Morgaine a fost trimisă în misiunea ei de a distruge Porțile de către Biroul de Științe al Uniunii, dar nu are prea multe în comun cu alte lucrări din acest univers.

## Fundal
La început, implicațiile călătoriei în timp prin Porți nu au reprezentat o chestiune de mare îngrijorare. Tehnologia a fost găsită printre ruinele unei lumi moarte din sistemul Qhal – o descoperire care a fost făcută în primele câteva decenii ale erei lor spațiale și care le-a deschis brusc accesul instantaneu către stele. Navele Qhal au fost folosite doar pentru transportul inițial al tehnicienilor și al echipamentelor pe distanțe de ani-lumină. După ce fiecare Poartă a unei Lumi a fost construită, călătoria către acea lume și la suprafața ei a devenit instantanee și Imperiul Qhal a progresat mult timp.
Datorită paradoxurilor temporale implicate în călătoriile în timp, porțile reprezintă o amenințare pentru cauzalitatea universală și, prin urmare, pentru viitorul nenumăratelor lumi. De fapt, așa cum este prezentat în istoria ciclului, utilizarea neînțeleaptă a proprietăților temporale ale porților a decimat deja cel puțin o civilizație foarte avansată, Qhal. Pentru a preveni astfel de nenorociri suplimentare, Morgaine este angajată într-o căutare de secole (și potențial infinită) care o duce din lume în lume prin porți, stabilind fiecare poartă pentru autodistrugere imediat după ce a folosit-o pentru a trece către următoarea. Nu este clar din poveste de cât timp călătorește Morgaine, dar se precizează că este ultima supraviețuitoare, posibil a doua generație, a unui grup de lucru de o sută de membri trimis de Biroul de Științe al Uniunii cu misiunea de a distruge porțile din univers. De-a lungul timpului le-a scăzut numărul, cu un act de trădare înainte de primul roman, lăsând-o pe Morgaine ca singura supraviețuitoare.

## Rezumat
Morgaine trebuie să facă față celei mai mari provocări: Gault, care este atât uman, cât și extraterestru, și caută, de asemenea, controlul asupra lumii și a Porții sale. Ea îl va întâlni pe adevăratul Stăpân al Porții (Gatemaster), un lord misterios cu o putere la fel de mare sau mai mare decât a ei.

## Vezi și
- 1988 în științifico-fantastic